# Hueytown, Alabama
Hueytown là một thành phố thuộc quận Jefferson, tiểu bang Alabama, Hoa Kỳ. Dân số năm 2009 là 15846 người, mật độ đạt 315 người/km².